# Sainte-Marie-des-Champs

Sainte-Marie-des-Champs este o comună în departamentul Seine-Maritime, Franța. În 1 ianuarie 2022 avea o populație de 1.583 de locuitori.